# Crucero San Luis de la Paz
Crucero San Luis de la Paz är en ort i Mexiko.   Den ligger i kommunen San Luis de la Paz och delstaten Guanajuato, i den centrala delen av landet, 260 km nordväst om huvudstaden Mexico City. Crucero San Luis de la Paz ligger 1 984 meter över havet och antalet invånare är 101.
Terrängen runt Crucero San Luis de la Paz är platt åt nordväst, men åt sydost är den kuperad. Runt Crucero San Luis de la Paz är det ganska tätbefolkat, med 52 invånare per kvadratkilometer. Närmaste större samhälle är San Luis de la Paz, 7,9 km öster om Crucero San Luis de la Paz. Trakten runt Crucero San Luis de la Paz består till största delen av jordbruksmark.